# Henckelia ericii
Henckelia ericii är en tvåhjärtbladig växtart som beskrevs av A. Weber. Henckelia ericii ingår i släktet Henckelia och familjen Gesneriaceae. Inga underarter finns listade i Catalogue of Life.